# Rey Cometa
Mario Alberto González (nacido el 11 de marzo de 1983) es un luchador profesional mexicano conocido como Rey Cometa, quien actualmente trabaja en el Consejo Mundial de Lucha Libre (CMLL). González fue muy conocido por haber competido en Asistencia Asesoría y Administración (AAA) desde el 2005 hasta el 2008; fue parte del grupo Real Fuerza Aérea.

## Carrera

### Primeros años (1999-2005)
González fue entrenado por Dragon de Oriente I, II, Kaoma Jr. y Atómico de Oro antes de debutar el 30 de abril de 1999, a la edad de 16 años. Dragón de Oriente I originalmente trabajó como "Rey Cometa", pero cambió a "Dragón de Oriente I" en 1989. Dragon decidió darle el nombre de "Rey Cometa" al mejor alumno de su clase; Inicialmente González trabajó como "Rey Cometa Jr." pero la parte "Junior" se eliminó silenciosamente un año después de su debut. En 2003, Rey Cometa derrotó a su entrenador Kaoma Jr. y Sarpa de Tigre en una Luchas de Apuesta donde a ambos perdedores les afeitaron el cabello después del partido. Durante su paso por el circuito independiente mexicano Rey Cometa ganó una vez el *Campeonato de Peso Ligero del Estado de Querétaro.

### Asistencia Asesoría y Administración (2005-2008)
En 2005, Rey Cometa comenzó a trabajar para Asistencia Asesoría y Administración (AAA), una de las empresas de lucha libre profesional más grandes de México. Su primera aparición importante se produjo cuando estaba en el lado perdedor de un combate en el espectáculo de lucha libre Guerra de Titanes de AAA de 2005, haciendo equipo con Laredo Kid, Hombre Sin Miedo y Príncipe Zafiro, perdiendo ante Kaoma Jr., Oscuridad, Río Bravo y Tito Santana. En 2006, Rey Cometa y Laredo Kid se convirtieron en dos de los miembros fundadores de un grupo llamado Real Fuerza Aérea, un grupo de jóvenes luchadores de alto vuelo. Real Fuerza Aérea (Rey Cometa, Laredo Kid, Super Fly y Nemesis) desafiaron a Black Family (Dark Ozz, Dark Espiritu, Dark Cuervo y Dark Escoria por el Campeonato Nacional Atómicos en Triplemanía XIV, pero el combate terminó sin resultado del combate el título de Atómicos quedó vacante, pero la Familia Negra ganó la revancha al mes siguiente. Rey Cometa fue uno de los participantes en el torneo Alas de Oro 2007, pero no ganó. En 2007 en Verano de Escándalo, Cometa hizo equipo con Aero Star, Estrellita y Octagoncito, perdiendo ante el equipo de Alfa, Faby Apache, Gran Apache y Mini Chessman, posteriormente Real Fuerza Aérea (Cometa, Aero Star y Super Fly) derrotaron a The Black Family (Dark Cuervo, Dark Ozz y Dark Escoria) en la cartelera de la Guerra de Titanes de 2007. En 2008, AAA se centró más en Aero Star y Super Fly en las rivalidades que los alejaron de Real Fuerza Aérea y los miembros restantes abandonaron la cartelera, si no lucharon en absoluto. Después de trabajar sólo esporádicamente durante varios meses, Rey Cometa, al igual que Pegasso, dejaron AAA. 
Inicialmente, los dos trabajaron para International Wrestling Revolution Group (IWRG) como Real Fuerza Aérea, pero poco después comenzaron a trabajar para el Consejo Mundial de Lucha Libre (CMLL), la empresa de lucha libre más grande y antigua de México.

### Consejo Mundial de Lucha Libre (2009-presente)
Pegasso y Rey Cometa inicialmente también usaron el nombre Real Fuerza Aérea en el Consejo Mundial de Lucha Libre , pero rápidamente lo abandonaron cuando AAA se opuso al uso del nombre. Rey Cometa y Pegasso trabajaron como un equipo regular en CMLL, a menudo trabajando en el extremo inferior de la cartelera. El 7 de abril de 2009, Rey Cometa fue uno de los 10 hombres que compitieron por el vacante Campeonato Mundial de Peso Ligero del CMLL, pero fue eliminado a la mitad del combate, que ganó Máscara Dorada.
Rey Cometa se asoció con Blue Panther para participar en el Torneo Gran Alternativa, perdiendo ante Mr. Niebla y Tiger Kid en la primera ronda. El 18 de octubre de 2009, Rey Cometa fue uno de los 12 luchadores que pusieron su máscara en juego en un Steel Cage Match de Luchas de Apuestas de 12 hombres. Fue la sexta persona en escapar de la jaula manteniendo su máscara a salvo; En la final, Pólvora inmovilizó a Tigre Blanco para desenmascararlo. Rey Cometa se asoció con Pegasso y Rouge para derrotar a Los Guerreros Tuareg (Hooligan, Skándalo y Loco Max) en el combate inaugural del espectáculo del CMLL, Sin Salida, con Pegasso anotando la caída decisiva. El 14 de septiembre de 2012 en el 79th Aniversario del CMLL, Cometa fue derrotado por Puma King en una Lucha de Apuestas y, como resultado, se vio obligado a desenmascarar y revelar su verdadero nombre.
Luego de la pérdida de su máscara, Rey Cometa pasó lentamente de trabajar contra Puma King a ayudar a Stuka Jr. en su pelea con el luchador japonés Namajague en la que Namajague y su compañero de equipo Okumura atacaron a Stuka Jr. en más de una ocasión hasta que Rey Cometa llegó. su rescate. La historia entre los dos equipos continuó intensificándose a finales de 2012 y en 2013, cuando las dos partes se enfrentaron casi semanalmente, a menudo con resultados no concluyentes. El 15 de marzo de 2013, Stuka Jr. y Rey Cometa derrotaron a La Fiebre Amarilla (Namajague y Okumura) en el evento principal del Homenaje a Dos Leyendas, lo que obligó a Okumura a afeitarse todo el cabello y a Namajague a ser desenmascarado y revelado. su verdadero nombre. La historia entre Namajague y Rey Cometa no terminó después del desenmascaramiento, sino que cambió a una rivalidad entre los dos, que incluía a Namajague rompiendo un panel de vidrio sobre la cabeza de Rey Cometa durante un combate uno a uno.

## Campeonatos y logros
- Consejo Mundial de Lucha Libre
  - Campeonato Nacional de Peso Wélter (1 vez)
  - Campeonato Nacional en Parejas (1 vez) – con Espíritu Negro
  - Campeonato Nacional de Tríos (1 vez, actual) – con Dulce Gardenia & Espíritu Negro

- Empresa local mexicano
  - Campeonato de Peso Ligero del Estado de Querétaro (1 vez)